# Liste der Ständeräte des Kantons Neuenburg
Diese Liste zeigt alle Mitglieder des Ständerates aus dem Kanton Neuenburg seit der Gründung des Bundesstaates im Jahr 1848 bis heute.

## Parteiabkürzungen
- FDP: Freisinnig-Demokratische Partei, seit 2009 FDP.Die Liberalen
- FL: Freisinnige Linke, Vorgängerfraktion der FDP im 19. Jahrhundert
- Grüne: Grüne Schweiz
- LM: Liberale Mitte, Vorgängerfraktion der LPS im 19. Jahrhundert
- LPS: Liberale Partei der Schweiz, seit 2009 FDP.Die Liberalen
- SP: Sozialdemokratische Partei der Schweiz

## Ständeräte
| Name                     | Partei/Fraktion | Amtszeit                      | Geboren | Gestorben |
| ------------------------ | --------------- | ----------------------------- | ------- | --------- |
| Jean-François Aubert     | LPS             | 1979–1987                     | 1931    |           |
| Pierre Aubert            | SP              | 1971–1977                     | 1927    | 2016      |
| Jean-Louis Barrelet      | FDP             | 1945–1969                     | 1902    | 1976      |
| Philippe Bauer           | FDP             | 2019–2023                     | 1962    |           |
| Ernest Béguin            | FDP             | 1921–1942                     | 1879    | 1966      |
| Thierry Béguin           | FDP             | 1987–1999                     | 1947    |           |
| Didier Berberat          | SP              | 2009–2019                     | 1956    |           |
| Michèle Berger           | FDP             | 1999–2003                     | 1944    |           |
| Fritz Berthoud           | FL              | 1871–1872                     | 1812    | 1890      |
| Jean-Édouard Berthoud    | FDP             | 1883–1889 1896–1908           | 1846    | 1916      |
| Pierre Bonhôte           | SP              | 2005–2007                     | 1965    | 2016      |
| Eugène Borel             | FL              | 1865–1872                     | 1835    | 1892      |
| Louis Brandt             | FL              | 1863–1864                     | 1800    | 1866      |
| Didier Burkhalter        | FDP             | 2007–2009                     | 1960    |           |
| Jean Cavadini            | LPS             | 1987–1999                     | 1936    | 2013      |
| Aimé Challandes          | FL              | 1853–1854                     | 1801    | 1881      |
| Blaise Clerc             | LPS             | 1963–1971                     | 1911    | 2001      |
| Raphaël Comte            | FDP             | 2010–2019                     | 1979    |           |
| Auguste Cornaz           | FL              | 1867–1868 1876–1893           | 1834    | 1896      |
| Marcel de Coulon         | LPS             | 1934–1945                     | 1882    | 1945      |
| Sydney de Coulon         | LPS             | 1949–1963                     | 1889    | 1976      |
| Louis Denzier            | FL              | 1856–1857 1860–1865           | 1806    | 1880      |
| Édouard Desor            | FL              | 1866–1867 1868–1869           | 1811    | 1882      |
| Numa Droz                | FL              | 1872–1875                     | 1844    | 1899      |
| Fritz Henry Eymann       | SP              | 1945–1949                     | 1880    | 1849      |
| Fabien Fivaz             | Grüne           | 2025–                         | 1978    |           |
| Jules Grandjean          | FL              | 1869–1871                     | 1828    | 1889      |
| Carlos Grosjean          | FDP             | 1969–1979                     | 1929    | 2004      |
| Aimé Humbert-Droz        | FL              | 1854–1856 1857–1862 1865–1866 | 1819    | 1900      |
| Baptiste Hurni           | SP              | 2023–                         | 1986    |           |
| Henri-Pierre Jacottet    | LM              | 1864–1865                     | 1828    | 1873      |
| Charles Louis Jeanrenaud | FL              | 1848–1854                     | 1798    | 1868      |
| Marcelin Jeanrenaud      | FL              | 1872–1874                     | 1811    | 1885      |
| Auguste Lambelet         | FL              | 1855–1856                     | 1819    | 1859      |
| Ariste Lequereux         | FL              | 1862–1863                     | 1820    | 1883      |
| Auguste Leuba            | FL              | 1880–1881                     | 1846    | 1884      |
| Louis-Alexandre Martin   | FL              | 1881–1883                     | 1838    | 1913      |
| Pierre de Meuron         | LPS             | 1916–1934                     | 1863    | 1952      |
| René Meylan              | SP              | 1978–1987                     | 1929    | 2000      |
| Frédéric Monnier         | FL              | 1893–1896                     | 1847    | 1931      |
| Henri Morel              | FL              | 1876–1880                     | 1838    | 1912      |
| Gisèle Ory               | SP              | 2003–2009                     | 1956    |           |
| Gonzalve Petitpierre     | FL              | 1848–1853                     | 1805    | 1870      |
| Max Petitpierre          | FDP             | 1942–1944                     | 1899    | 1994      |
| Auguste Pettavel         | FDP             | 1908–1921                     | 1845    | 1921      |
| Jules Philippin          | FL              | 1856–1860                     | 1818    | 1882      |
| Arnold Robert-Tissot     | FDP             | 1889–1913                     | 1846    | 1925      |
| Paul Robert-Tissot       | LPS             | 1913–1916                     | 1863    | 1940      |
| Frédéric Soguel          | FL              | 1875–1876                     | 1841    | 1903      |
| Jean Studer              | SP              | 1999–2005                     | 1957    |           |
| Céline Vara              | Grüne           | 2019–2025                     | 1984    |           |
| Frédéric Verdan          | FL              | 1854–1855                     | 1798    | 1861      |
| Gustave Virchaux         | FL              | 1874–1875                     | 1834    | 1906      |

## Quelle
- Datenbank aller Ratsmitglieder